# フランス国鉄Z5300形電車
フランス国鉄Z5300形電車（フランスこくてつZ5300がたでんしゃ）は、かつてフランスの国有鉄道であるフランス国鉄が所有していた鉄道車両。ステンレス鋼製の車体を有する電車で「プティ・グリ（petit gris）」という愛称で呼ばれる事もあり、1960年代から2010年代まで長期に渡って使用された。

## 概要
フランスの首都・パリと郊外地域（イル＝ド＝フランス地域圏）には、1930年代以降、アメリカ合衆国のバッド社とフランスの鉄道車両メーカーがライセンス契約を結び、ステンレス鋼の車体を有する電車が継続的に導入されていた。その中で、直流電化が行われた区間へ向けて1965年から製造が実施されたのがZ5300形である。
主電動機や制御装置を搭載する先頭車（電動制御車、ZBD）と中間車（付随車、ZRB）、動力を持たない先頭車（制御車、ZRABx）の3種類の車種で構成されており、基本編成である4両編成（ZBD + ZRB + ZRB + ZRABx）の他に3両編成（ZBD + ZRB + ZRABx）での運用も実施された。そのうち電動制御車には主電動機（出力295 kW）を2基搭載したボギー台車が設置されていた。車内には2等座席に加えて制御車（ZRABx）には1等座席が存在し、座席の色で区別が行われていた。

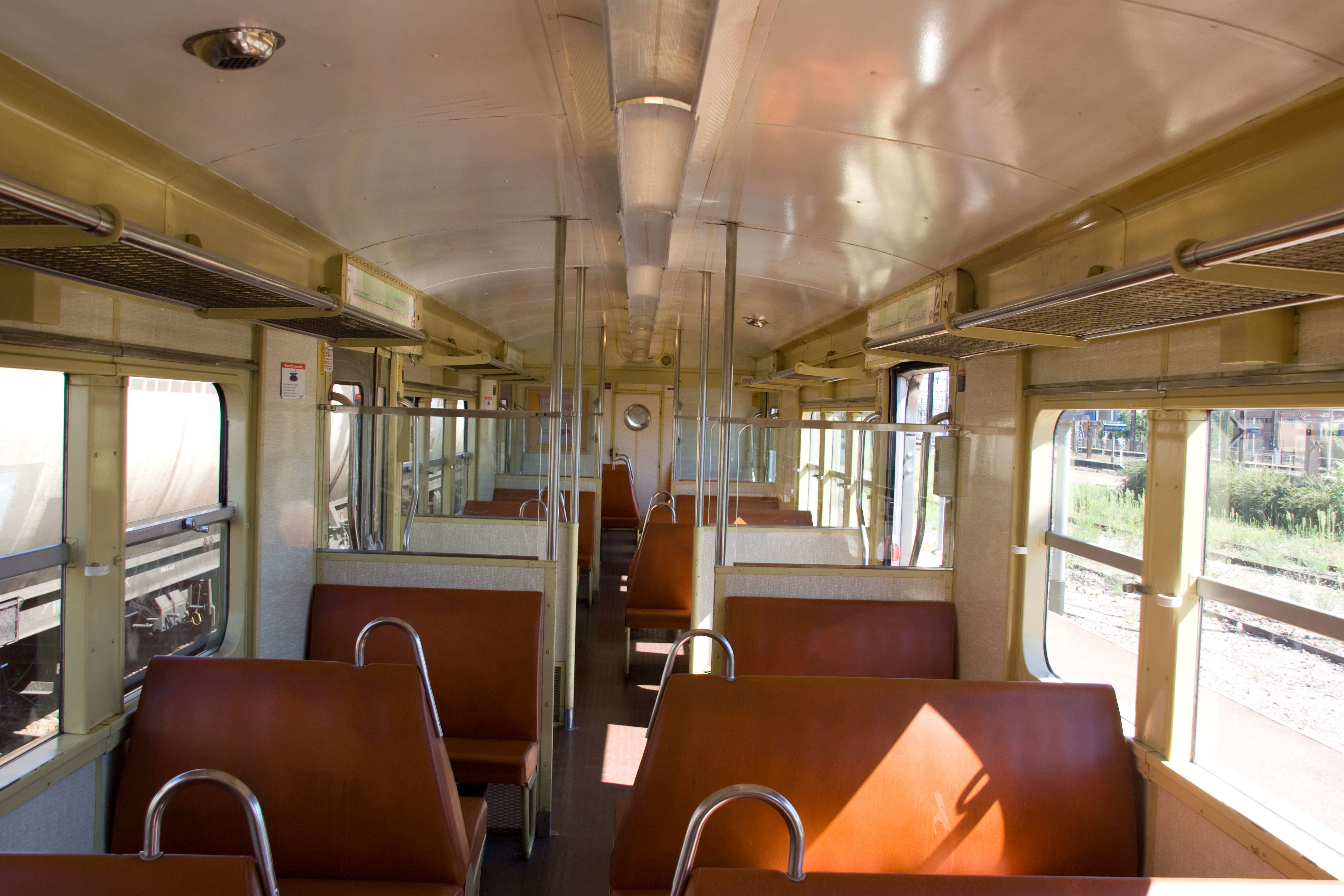
車内
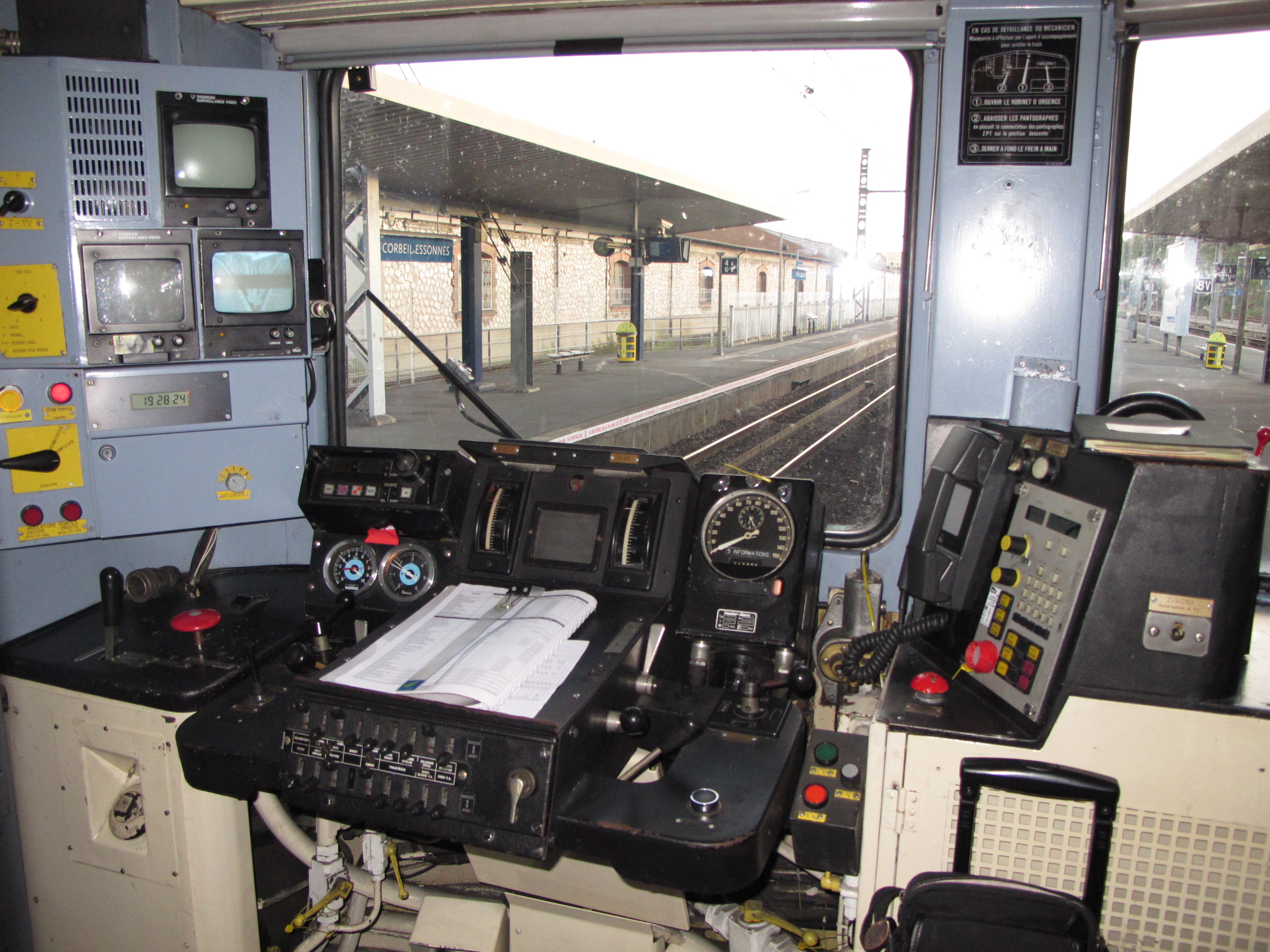
運転台

製造は2期に分けて実施され、1965年から1969年にかけて58編成（4両編成58本）と予備車となる電動制御車（ZBD）3両と制御車（ZRABx）1両からなる1次車が、1972年から1975年まで84編成（4両編成84本）と中間車2両（ZRB）からなる2次車が製造された。そのうち2次車は側面窓の形状や機器配置が変更されている他、車体長も僅かながら延長した。更に1978年から1981年にかけて、予備車や事故で運用を離脱していた車両の営業運転への投入・復帰を目的に、RIB形客車のうち8両からの編入工事が実施されている。
- 1次車
- 2次車

## 運用
Z5300形の営業運転は1965年から始まり、以降パリ南西部を中心に運行範囲を拡大していった。特に1968年から1978年まではパリのオルセー駅とオルレアンを結ぶ急行列車用に一部編成が中間車体を外した2両編成となり、改良型の台車を搭載した上で最高速度140 km/hでの運行を実施した。これらの運用が大きく変わったのは、2025年現在RER C線として運行している「左岸横断線（Transversale Rive Gauche、TRG）」の開通であり、多くの車両の転属が実施された他、以降もパリ南西部で使用される80編成は座席の交換、一部トイレの撤去に伴う座席の増設といった改造工事を受けた。以降も新型電車の導入により運行範囲が変更されていく中、1986年以降合計72編成に対してワンマン運転（équipement agent seul、EAS）への対応工事が実施され、これらの車両は区別のため乗降扉が赤色に塗装された。

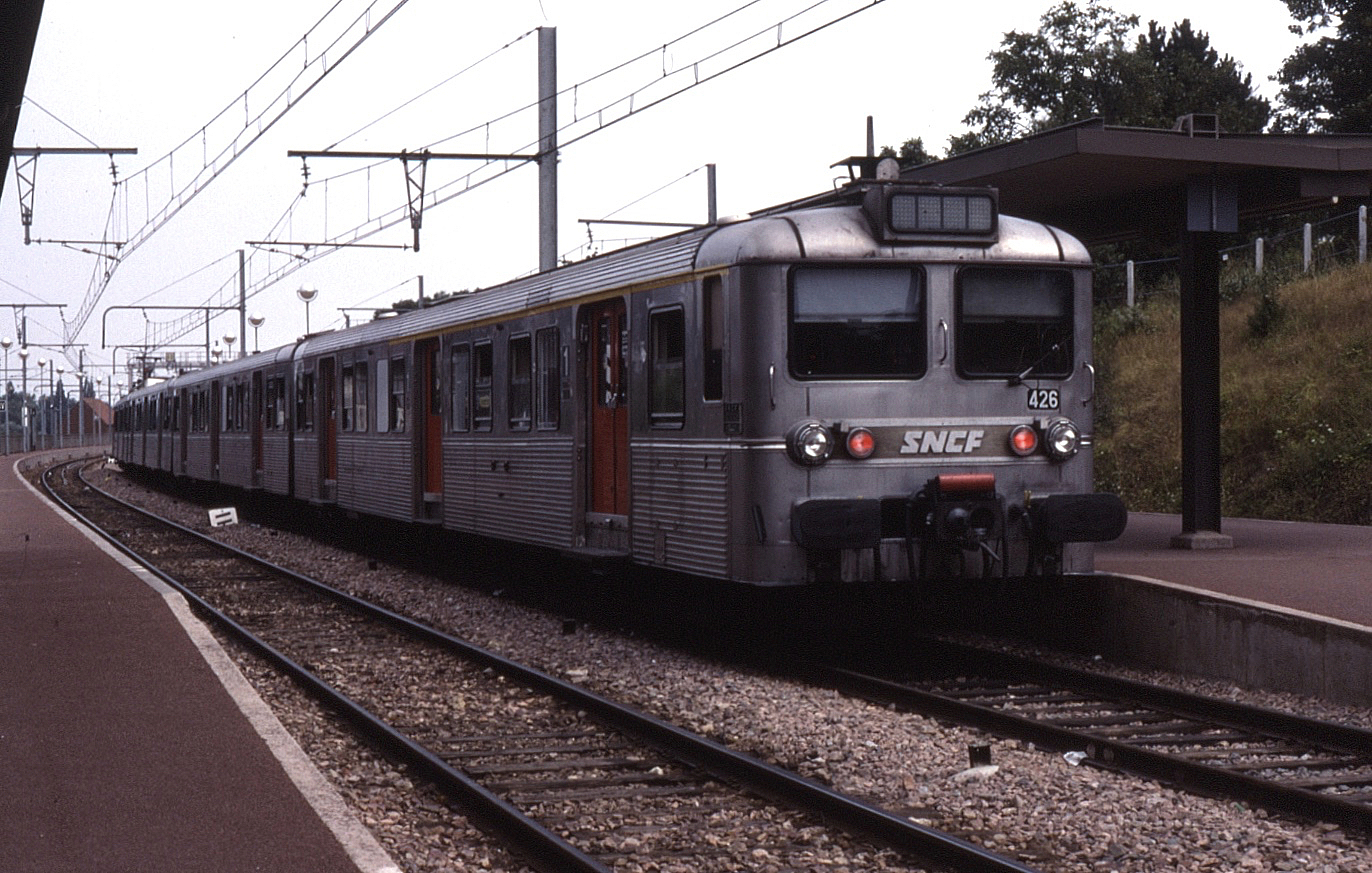
ワンマン工事の対応を受けた編成（1990年撮影）
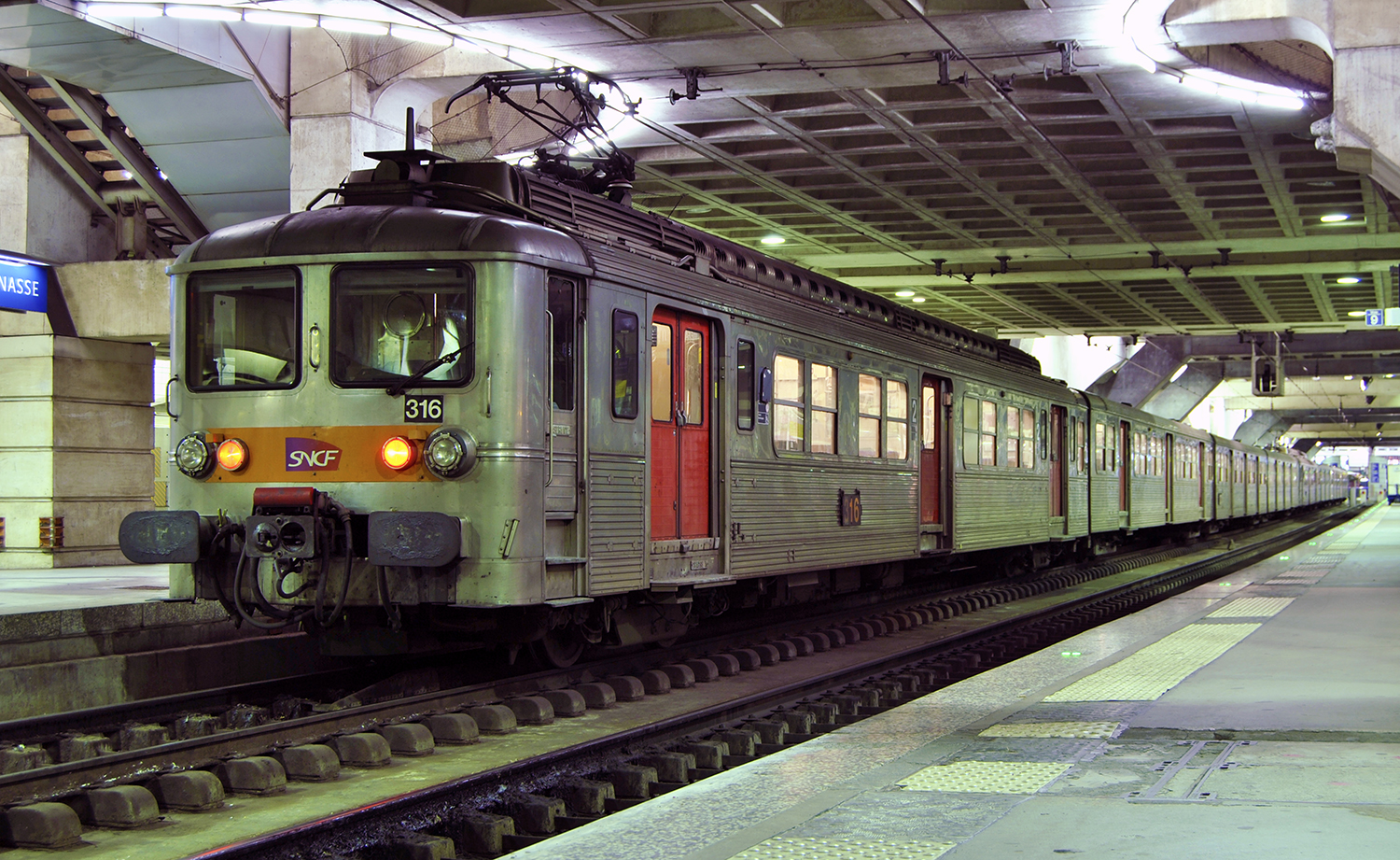
ワンマン運転の対応工事を受けた編成（2013年撮影）
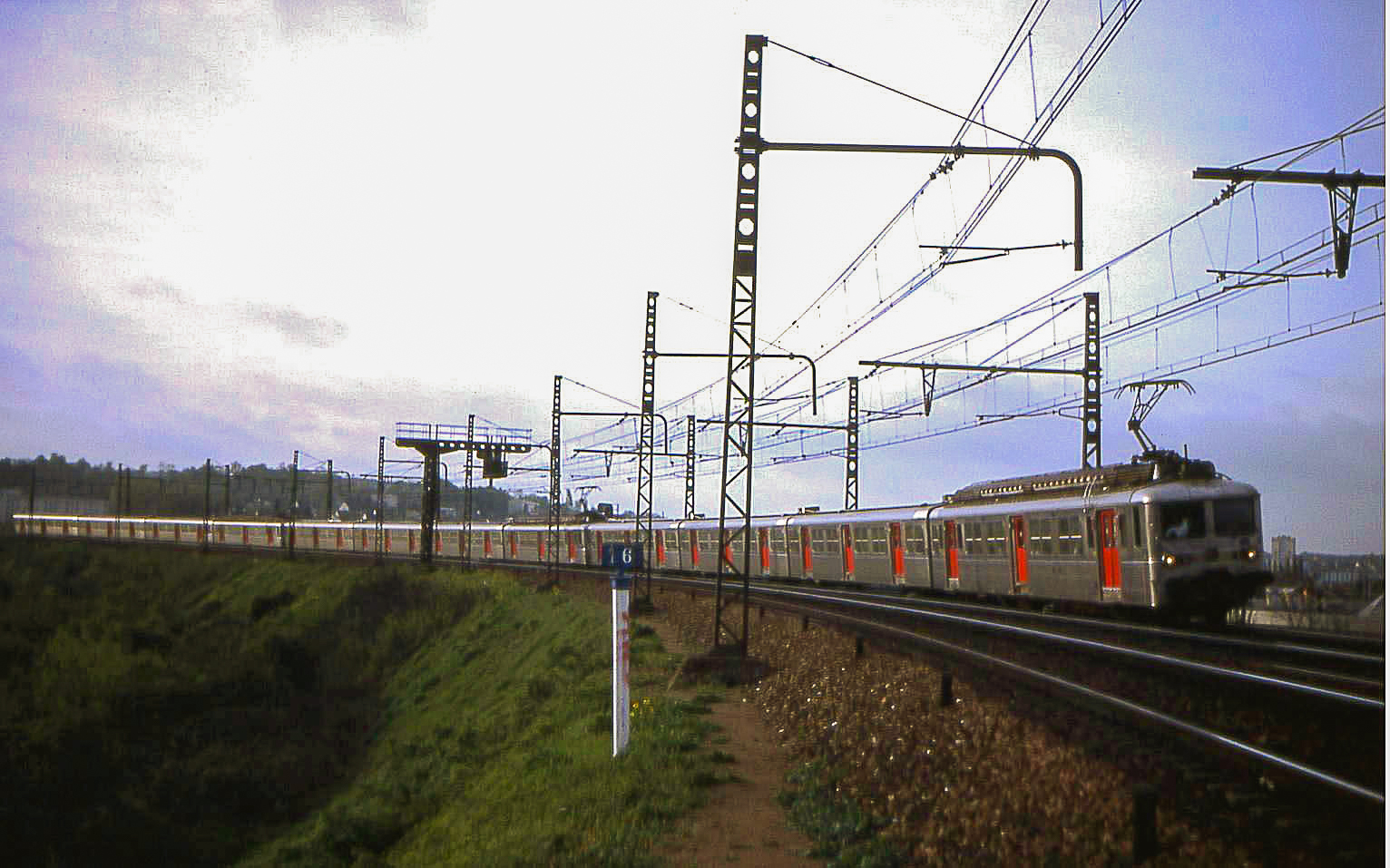
12両編成（4両編成3本）による営業運転（1988年撮影）

その後、後継車両の1つであるZ20500形の導入に伴い、1990年代中盤以降一部編成は3両編成に組み替えられ、サントル地域圏やアキテーヌ地域圏といったフランスの各地域圏への転属が行われるようになった。これらの車両は乗降扉が青色に塗られ、イル＝ド＝フランス地域圏で使用されている車両と区別された。
これらの車両の本格的な廃車は2002年から始まり、パリのRER C線に残存していた車両は2003年に営業運転を終了し、各地域圏で使用されていた車両についても順次廃車が進められていった。一方、パリの南東部で使用されていた車両については、利用客の増加や後継車両の導入の遅れなどの要因からその後も使用され、2003年以降再度の改修工事が実施された。だが、これらの車両も後継車両（レギオ2N）の導入に伴い廃車が進行し、2018年12月8日に実施されたさよなら運転をもって営業運転を終了した。

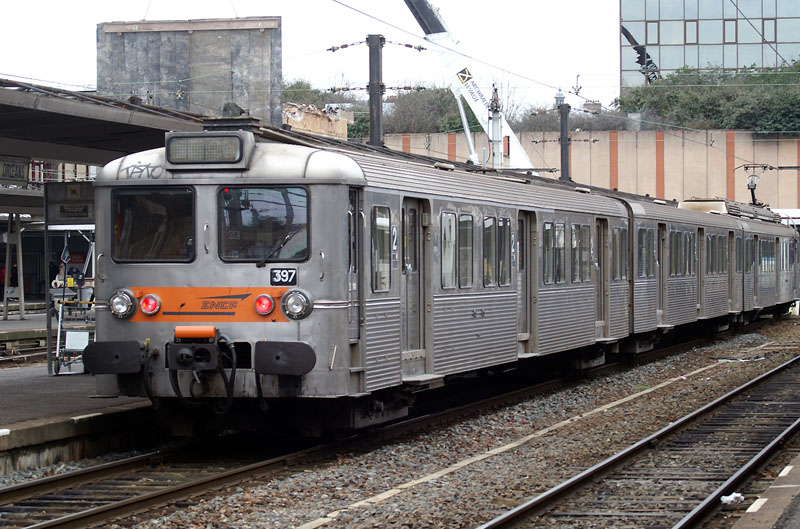
3両編成で使用されたZ5300形（2006年撮影）
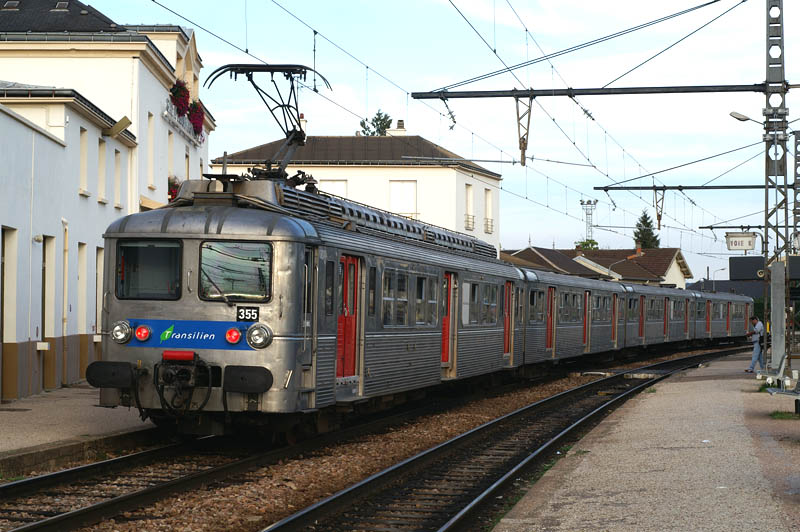
2000年代以降の更新工事が行われた車両は前面塗装が変更された（2006年撮影）
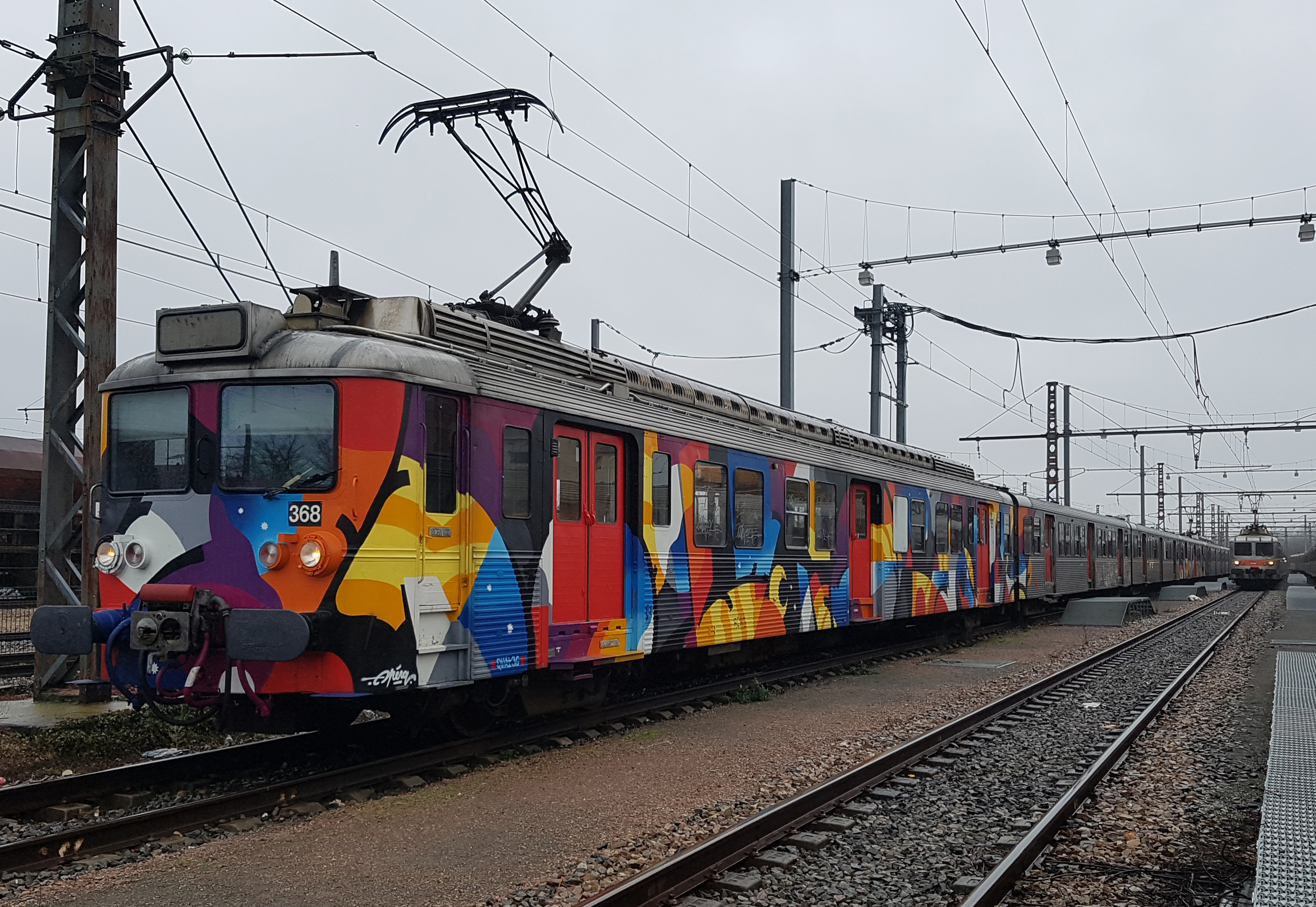
2017年にアーティストによる特別塗装が行われた編成（2018年撮影）

2025年現在、1編成（Z 5327）の一部車両がミュルーズの鉄道博物館であるシテ・デュ・トランに静態保存されている。

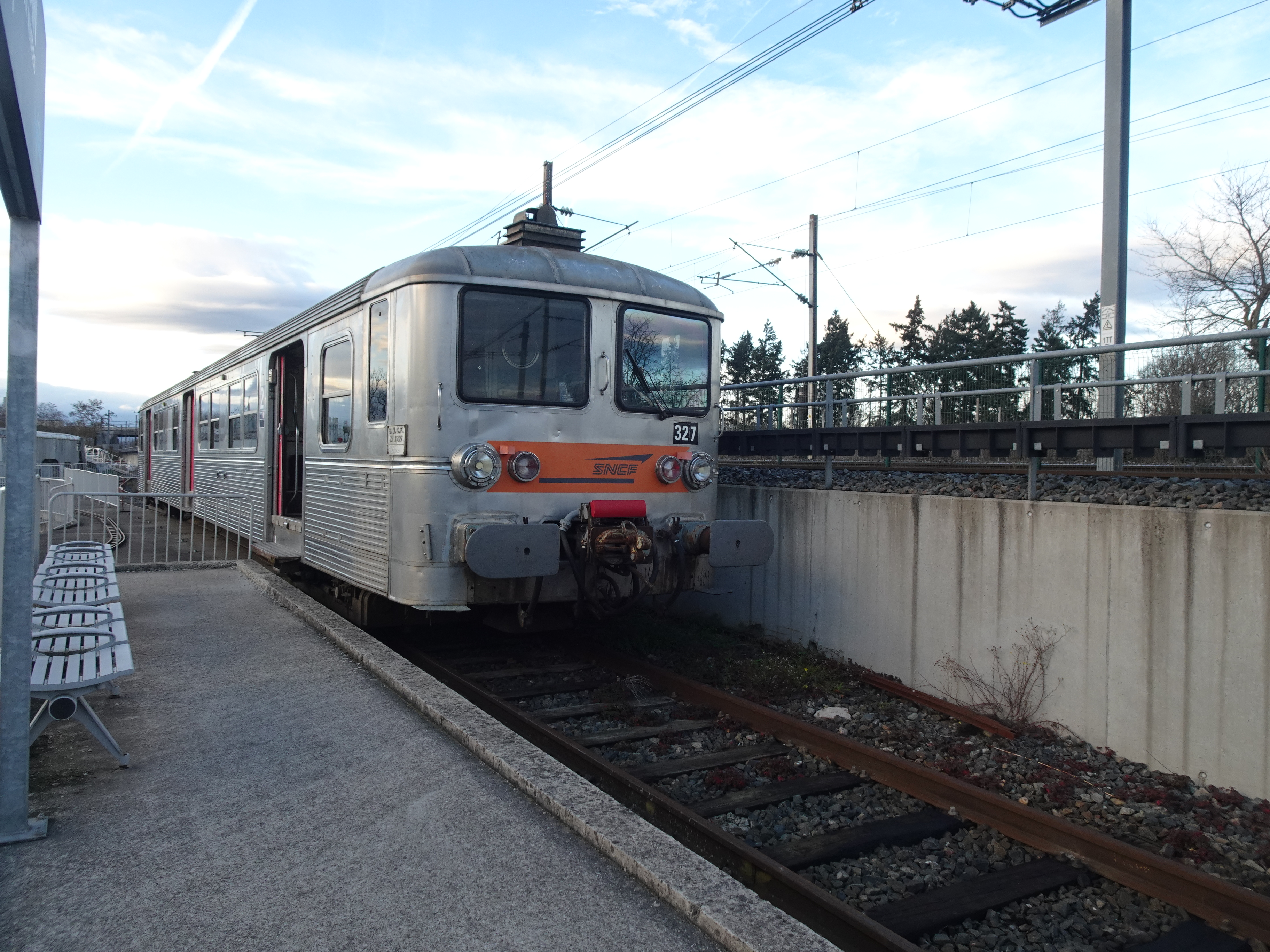
シテ・デュ・トランに保存されている電動制御車（2024年撮影）

## 参考資料
- Thomas Estler (2024). Loks der französischen Staatsbahn SNCF: seit 1938. Transpress Verlag. ISBN 978-3-613-31353-8

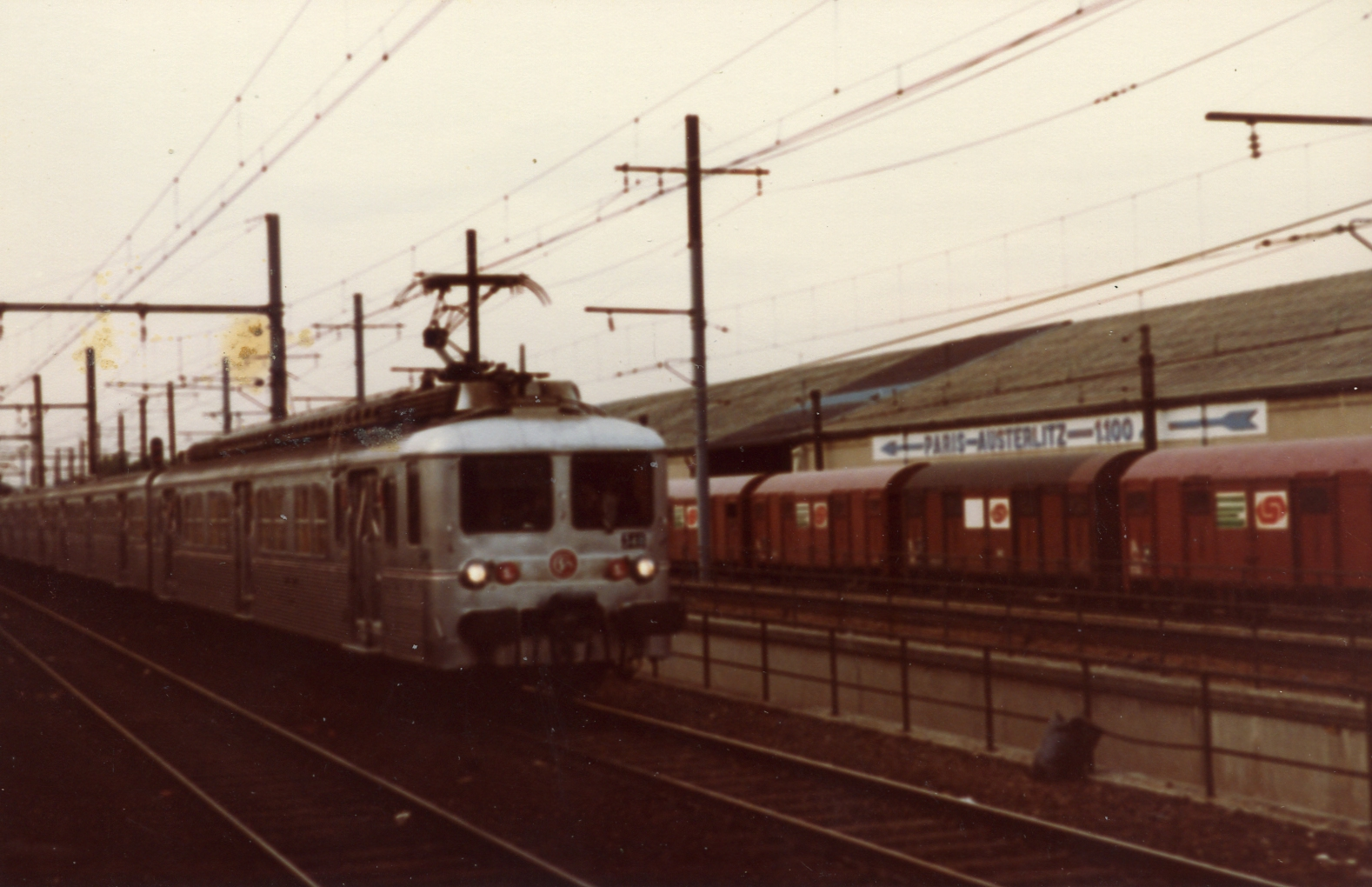
1次車
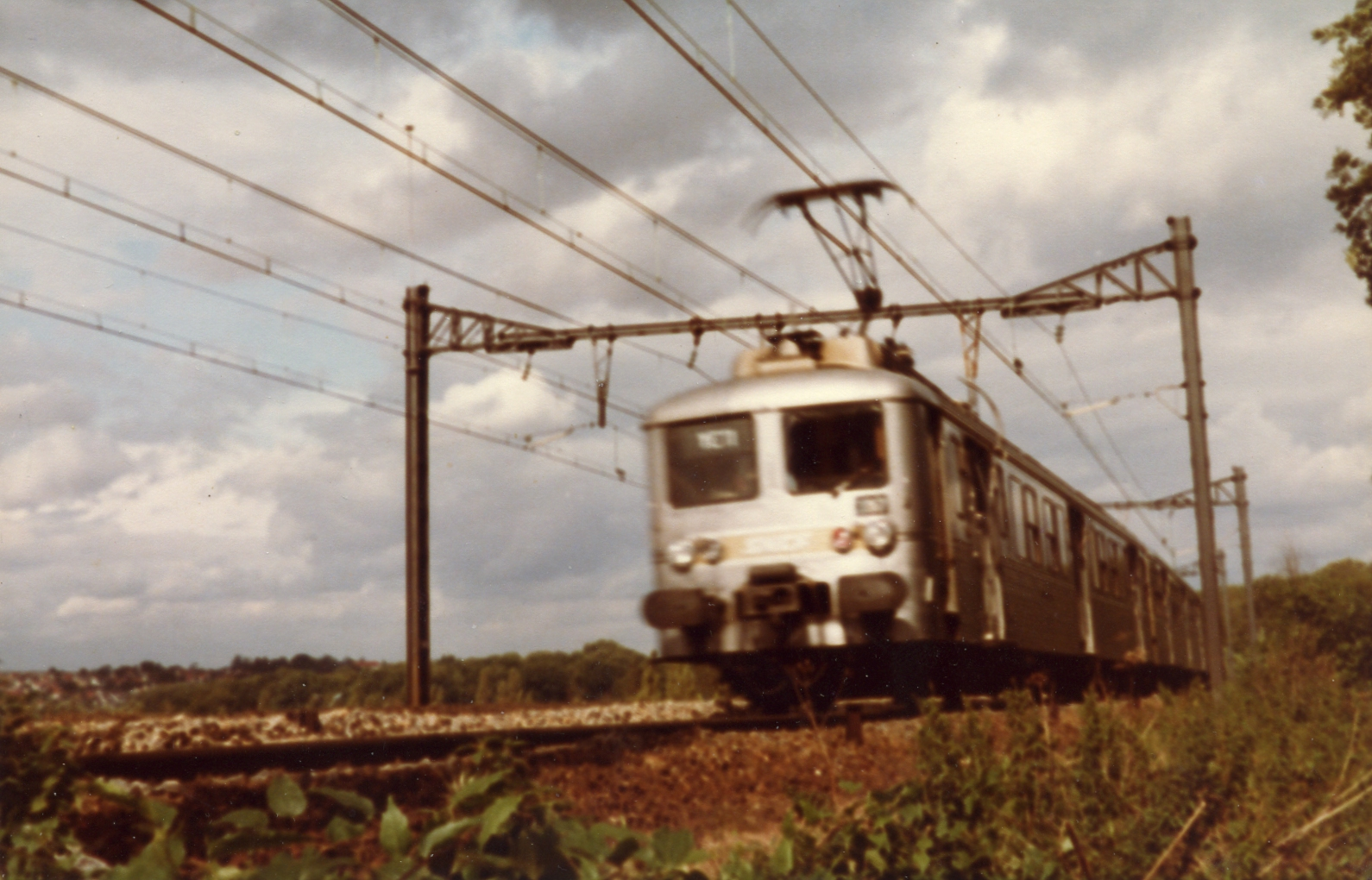
2次車